# Ривер Ботом (Оклахома)
Ривер Ботом (енгл. River Bottom) насељено је место без административног статуса у америчкој савезној држави Оклахома.

## Демографија
По попису из 2010. године број становника је 154, што је 111 (-41,9%) становника мање него 2000. године.
| Група             | 2000.       | 2010.       |
| Белци             | 183 (69,1%) | 108 (70,1%) |
| Афроамериканци    | 4 (1,5%)    | 0 (0,0%)    |
| Азијати           | 0 (0,0%)    | 0 (0,0%)    |
| Хиспаноамериканци | 3 (1,1%)    | 8 (5,2%)    |
| Укупно            | 265         | 154         |